# Sztár születik
A Sztár születik (eredeti cím: Raise Your Voice) 2004-es amerikai romantikus zenés filmdráma.
A filmet Sean McNamara rendezte, a főszerepben Hilary Duff és Oliver James látható.

## Cselekmény
Teresa „Terri” Fletcher tizenhat éves kisvárosi lány egyetlen álma, hogy bekerüljön a Los Angeles-i Bristol Hillman Konzervatórium augusztusi zenei tanfolyamára. Apja nem akarja elengedni, de Terri bátyja, Paul, támogatja húga terveit. Paul érettségi partija után a testvérek titokban elmennek a Three Days Grace koncertjére, de hazafelé tartva az autójukba rohan egy kamion. Paul életét veszti a balesetben, a túlélő Terri önmagát hibáztatja a tragédia miatt.
Terri abba akarja hagyni az éneklést, de megtudja, hogy bejutott a zeneiskolába és elkezdi tanulmányait. Apjának azt hazudja, nagynénjéhez megy. A Flacher lány megismerkedett Jay-jel (Oliver James), akivel egy idő után egymásba szeretnek és írnak egy közös dalt. (A dal Hillary Duff „Someone's Watching Over Me” című, létező száma). A záróesten előadják dalukat, de Terri még az este megkezdése előtt visszamegy szobájába, mert Paultól örökölt medálját ottfelejtette. Ahogy a szobába ér, ott találta apját, aki haza akarja vinni, de Terri ezúttal szembe mer szállni apjával, és a színpadra áll.
A lány nagy sikert arat, de a tízezer dolláros fődíjat barátnője, Denis nyeri meg hegedű-előadásával. Apja beleegyezik, hogy jövőre is eljöhessen ide, mert amikor lányát látta és hallotta énekelni, kimondhatatlan büszkeség töltötte el.

## Szereplők
| Szereplő                | Színész           | Magyar hang       |
| ----------------------- | ----------------- | ----------------- |
| Terry Flatcher          | Hilary Duff       | Haffner Anikó     |
| Jay Corgan              | Oliver James      | Molnár Levente    |
| Simon Fletcher          | David Keith       | Haás Vander Péter |
| Denise Gilmore          | Dana Davis        | Böhm Anita        |
| Francis Fletcher        | Rita Wilson       | Kiss Erika        |
| Engelbert 'Kiwi' Wilson | Johnny Lewis      | Hamvas Dániel     |
| Robin Childers          | Lauren C. Mayhew  | Vadász Bea        |
| Sloane                  | Kat Dennings      | Mészáros Szilvia  |
| Paul Fletcher           | Jason Ritter      | Markovics Tamás   |
| Nina néni               | Rebecca De Mornay | Kovács Nóra       |
| Mr. Torvald             | John Corbett      | Laklóth Aladár    |
| Mr. Gantry              | James Avery       | Bácskai János     |
| Mr. Wesson              | Robert Trebor     | Várday Zoltán     |
| Lauren                  | Davida Williams   | Molnár Ilona      |
| Dr. Mark Farley         | Sean McNamara     | ?                 |
| Kelly                   | Carly Reeves      | ?                 |
| Utcai dobos             | Steven T. Palmer  | ?                 |
| Cabbie                  | Marshall Manesh   | ?                 |
| Mr. Holcomb             | Gibby Brand       | ?                 |
| Matthew                 | Fred Meyers       | ?                 |

A Three Days Grace nevű kanadai rockegyüttes tagjai önmagukat alakítják a filmben.